# Sint-Michiels
Sint-Michiels är en ort i Belgien.   Den ligger i provinsen Västflandern och regionen Flandern, i den nordvästra delen av landet, 90 km väster om huvudstaden Bryssel. Sint-Michiels ligger 7 meter över havet och antalet invånare är 12 288.
Terrängen runt Sint-Michiels är mycket platt. Runt Sint-Michiels är det tätbefolkat, med 257 invånare per kvadratkilometer.. Närmaste större samhälle är Brygge, 2,5 km norr om Sint-Michiels. 
Runt Sint-Michiels är det i huvudsak tätbebyggt.